# Veli Lošinj
Veli Lošinj – wieś w Chorwacji, w żupanii primorsko-gorskiej, w mieście Mali Lošinj. W 2011 roku liczyła 901 mieszkańców.
Tutaj podczas wakacji zmarł Robert Klemensiewicz, pedagog, historyk, geograf.